# Mvezo
Mvezo is een klein dorpje aan de Mbashe-rivier in het district O.R. Tambo van de provincie Oost-Kaap in het zuidoosten van Zuid-Afrika, nabij Mthatha (voorheen: Umtata), de hoofdstad van de voormalige Transkei.
Mvezo is voornamelijk bekend als geboorteplaats van Nelson Mandela. In Mvezo bevindt zich een museum gewijd aan Mandela.

## Geboren
- Nelson Mandela (1918-2013), anti-apartheidsstrijder, politicus, president van Zuid-Afrika (1994-1999) en Nobelprijswinnaar (1993)